# Залив Делавер
Залив Делавер (енгл. Delaware Bay) је велики залив на источној обали САД. Залив је у ствари делта ријеке Делавер гдје се „слатка“ ријечна вода мијеша са сланом у Атлантском океану. Површина износи око 2030 km². Залив је граница између држава Делавер и Њу Џерзи. 
Обале се углавном састоје од сланих мочвара и блатњавих заравни, са малим насељима.
Осим ријеке Делавер, у залив се уливају многобројни мањи потоци и рјечице. Међу њима су, са делаверске стране залива, Кристина, Апокуиниминк, Лејпсик, Смирна, Сент Џонс и Мрдеркил. Међу ријекама на страни државе Њу Џерзи су Салем, Коханси и Морис.
Залив је погодно мјесто за развој многих морских врста, укључујући потковичасте крабе и остриге.

## Историја
Прије насељења Европљана у 17. вијеку, Ленапе индијанско племе је живјело на подручју залива, који су звали Поутаксат. Ријека Делавер (река) је звана Ленапе Вихитак.
Први забиљежени европски истраживач је био Хенри Хадсон 1609. Залив и ријека су онда названи по Томасу Весту, лорду Делаверу, Енглезу који је водио појачања у насеље Џејмстаун 1610. Насеобине Холанђана и Швеђана су такође основане, али су их Енглези потиснули и преузели контролу над подручјем. Подручје је тад брзо насељено, што је довело до оснивања града Филаделфије на ријеци Делавер, и њеног раста као највећег града Сјеверне Америке у 18. вијеку.